# Cot Lapehan
Cot Lapehan är en kulle i Indonesien.   Den ligger i provinsen Aceh, i den västra delen av landet, 1 700 km nordväst om huvudstaden Jakarta. Toppen på Cot Lapehan är 107 meter över havet.
Terrängen runt Cot Lapehan är platt åt nordost, men åt sydväst är den kuperad. Terrängen runt Cot Lapehan sluttar norrut.Runt Cot Lapehan är det tätbefolkat, med 266 invånare per kvadratkilometer. Närmaste större samhälle är Bireun, 16,9 km nordväst om Cot Lapehan. I omgivningarna runt Cot Lapehan växer i huvudsak städsegrön lövskog.